# Mannen som log (TV-serie)
Mannen som log är en svensk-dansk-norsk-tysk miniserie från 2003. Filmen är baserad på boken med samma namn. Filmen regisserades av Leif Lindblom

## Handling
En gammal vän till Kurt Wallander, advokaten Sten Torstensson, söker en dag upp honom och berättar att hans far omkommit under mystiska omständigheter. Strax efter hittas Torstensson själv brutalt mördad.

## Om filmen
TV-serien spelades in 22 april-23 juni 2003 i Stockholm. Första delen visades i SVT1 den 26 december 2003.

## Rollista (i urval)
- Rolf Lassgård - Kurt Wallander
- Marie Richardson - Maja Thysell
- Kerstin Andersson - Lisa Holgersson
- Lars Melin - Martinsson
- Christer Fant - Svedberg
- Klas Gösta Olsson - Nyberg
- Claes Månsson - Alfred Hardeberg
- Melinda Kinnaman -  Kristina Hardeberg
- Anna-Lena Hemström  - Annika
- Björn Åkesson  - Sten Torstensson
- Jan Lerning - Gustaf Torstensson
- Peter Sundberg - Kurt Ström
- Jenny Rudell - Linda Wallander
- Patrik Karlson - polis
- Karin Bertling - fru Dunér
- Li Brådhe - rektor vid Polishögskolan
- Katarina Lundgren-Hugg - advokat
- Wallis Grahn - obducenten
- Magnus Schmitz
- Marianne Wesén - fru Borman